# جزيرة بانغكودوليس الكبرى
جزيرة بانغكودوليس الكبرى وهي جزيرة من جزر إندونيسيا، وتقع في إقليم كالمنتان الشمالية في إندونيسيا.